# Medieval II: Total War – Królestwa
Medieval II: Total War – Królestwa (ang. Medieval II: Total War: Kingdoms) – dodatek do gry Medieval II: Total War stworzony przez studio The Creative Assembly i wydany 28 sierpnia 2007 roku przez firmę Sega. Jego akcja skupia się na czterech ważnych okresach średniowiecznego świata: kolonizacji Nowego Świata, wyprawach krzyżowych, walkach zakonu krzyżackiego ze wschodnioeuropejskimi poganami oraz wojnach za panowania angielskiego króla Henryka III.

## Kampanie
Dodatek składa się z czterech osobnych kampanii. W każdej z nich dostępne są nowe opcje, np. w kampanii krzyżackiej możliwość nawrócenia Litwy na chrześcijaństwo lub specjalne zdolności bohaterów w kampanii krzyżowców.

### Kampania brytyjska
W tej kampanii gracz może grać: Anglią, Walią, Szkocją, Irlandią i Norwegią. Dodatkowo w grze jest frakcja o nazwie Przymierze Baronów, lecz nie jest ona grywalna.

### Kampania krzyżowców
W tej kampanii gracz może grać: Cesarstwem Bizantyńskim, Księstwem Antiochii, Królestwem Jerozolimskim i Turkami, Egiptem. Dodatkowo w grze są frakcje Wenecja i Mongołowie, lecz nie są one grywalne.

### Kampania krzyżacka
W tej kampanii gracz może grać: Krzyżakami, Litwą, Polską, Danią, Republiką Nowogrodzką i Cesarstwem Niemieckim. Dodatkowo Dania może przeobrazić się w Unię Kalmarską. W grze są również frakcje Norwegia i Mongołowie, lecz nie są one grywalne.

### Kampania Ameryk
W tej kampanii gracz może grać: Nową Hiszpanią, Aztekami, Majami, Tlaxcalami, Taraskami, Plemionami Apaczów i Plemionami Chichimeców. Dodatkowo w grze są frakcje Nowa Anglia i Nowa Francja, lecz nie są one grywalne.